# (1867) Déiphobe
Pour les articles homonymes, voir Déiphobe (homonymie).
(1867) Déiphobe (désignation internationale (1867) Deiphobus) est un astéroïde troyen de Jupiter découvert le 3 mars 1971 par Carlos Ulrrico Cesco à El Leoncito en Argentine.

## Caractéristiques
Il partage son orbite avec Jupiter autour du Soleil au point de Lagrange L5, c'est-à-dire qu'il est situé à 60° en arrière de Jupiter.
Les calculs d'après les observations de l'IRAS lui accordent un diamètre d'environ 123 kilomètres.
Son nom fait référence à Déiphobe le prince troyen.
Sa désignation provisoire était 1971 EA.